# Pachystachys lutea
A Pachystachys lutea az ajakosvirágúak (Lamiales) rendjébe és a medvekörömfélék (Acanthaceae) családjába tartozó faj.

## Előfordulása
A Pachystachys lutea eredeti előfordulási területe Dél-Amerika; Ecuadortól egészen Peruig. Manapság a világ trópusi és szubtrópusi részein közkedvelt dísznövénynek számít.

## Megjelenése
Lágy szárú, örökzöld, bokorszerű növényfaj, amely 90-120 centiméter magasra nő meg. A zigomorf, fehér virágai, lépcsősen az élénk sárga színű, egymásra boruló murvalevelek (bractea) közül bújnak elő. Az egész meleg évszakban virágzik.

## Életmódja
A jó lefolyásos talajokat kedveli. A természetes élőhelyén a kolibrifélék (Trochilidae) egyik kedvenc tápláléknövénye.

## Képek

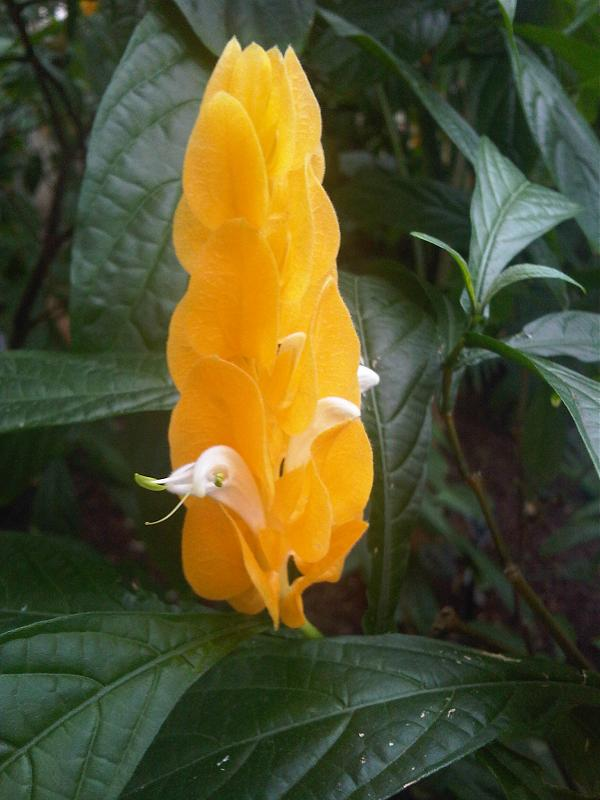
A nagy sárga murvalevelei
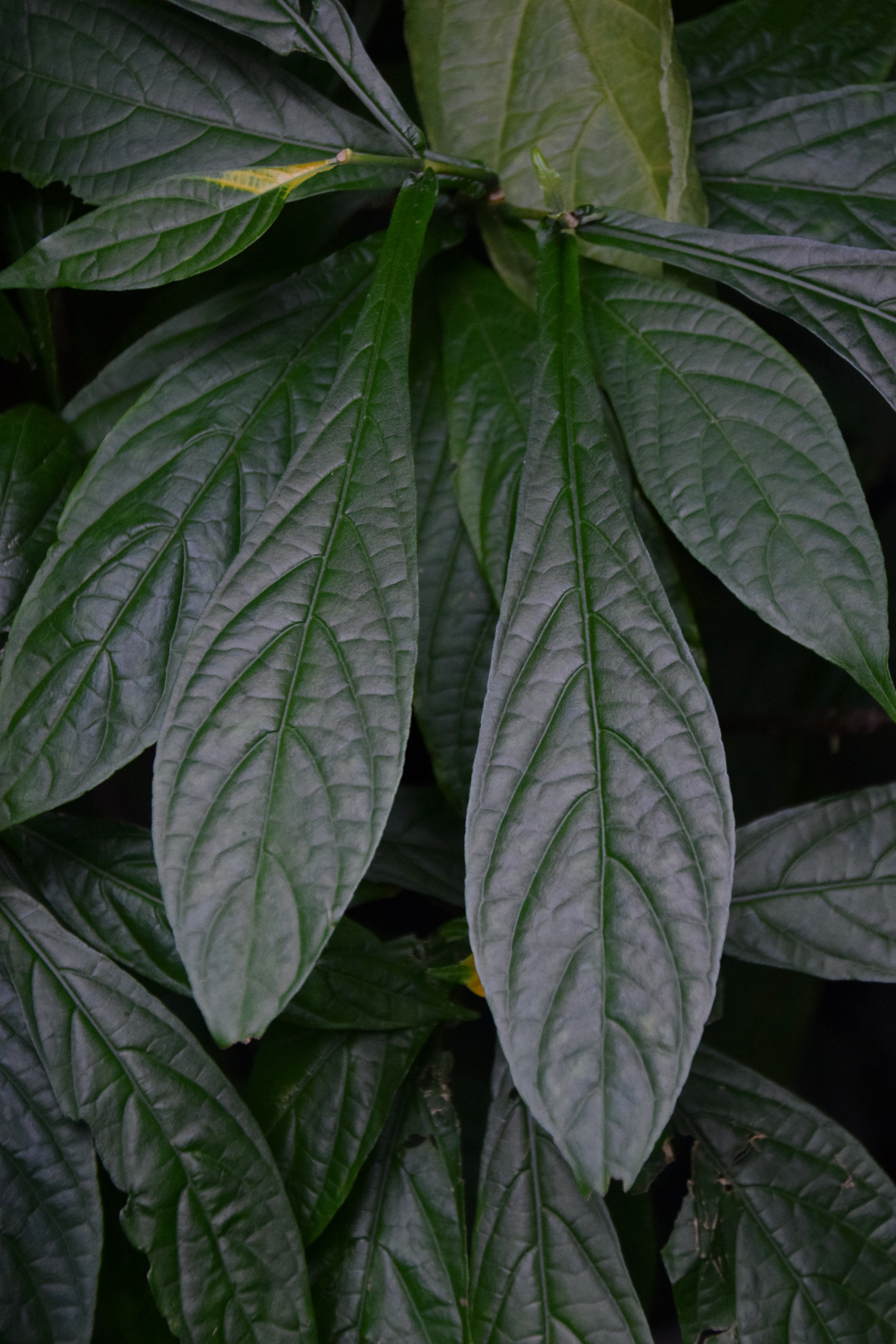
A levelei
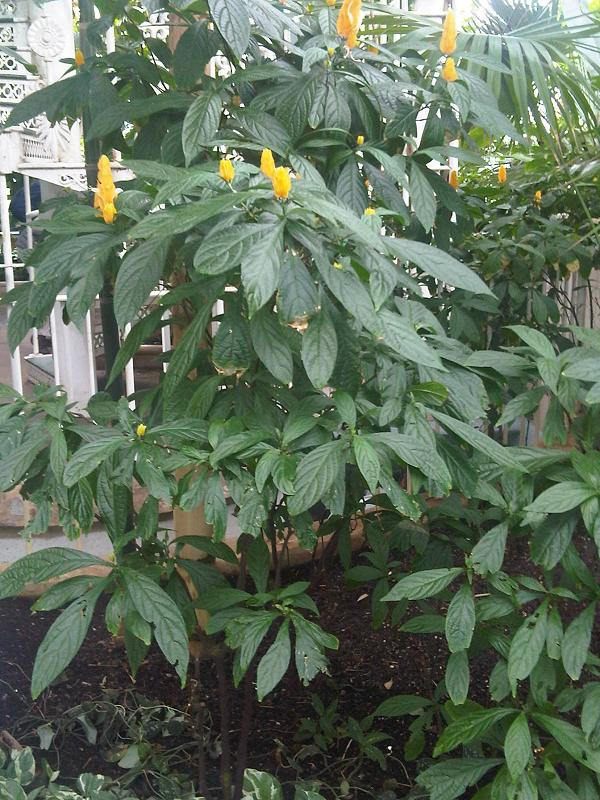
Kis cserjévé növi ki magát

## Fordítás
- Ez a szócikk részben vagy egészben  a   Pachystachys lutea című angol Wikipédia-szócikk ezen változatának fordításán alapul.  Az eredeti cikk szerkesztőit annak laptörténete sorolja fel. Ez a jelzés csupán a megfogalmazás eredetét és a szerzői jogokat jelzi, nem szolgál a cikkben szereplő információk forrásmegjelöléseként.
- Ez a szócikk részben vagy egészben  a   Pachystachys lutea című spanyol Wikipédia-szócikk ezen változatának fordításán alapul.  Az eredeti cikk szerkesztőit annak laptörténete sorolja fel. Ez a jelzés csupán a megfogalmazás eredetét és a szerzői jogokat jelzi, nem szolgál a cikkben szereplő információk forrásmegjelöléseként.